# Dioscore meeki
Dioscore meeki là một loài bướm đêm trong họ Geometridae.